# John Emms (Maler, 1843)

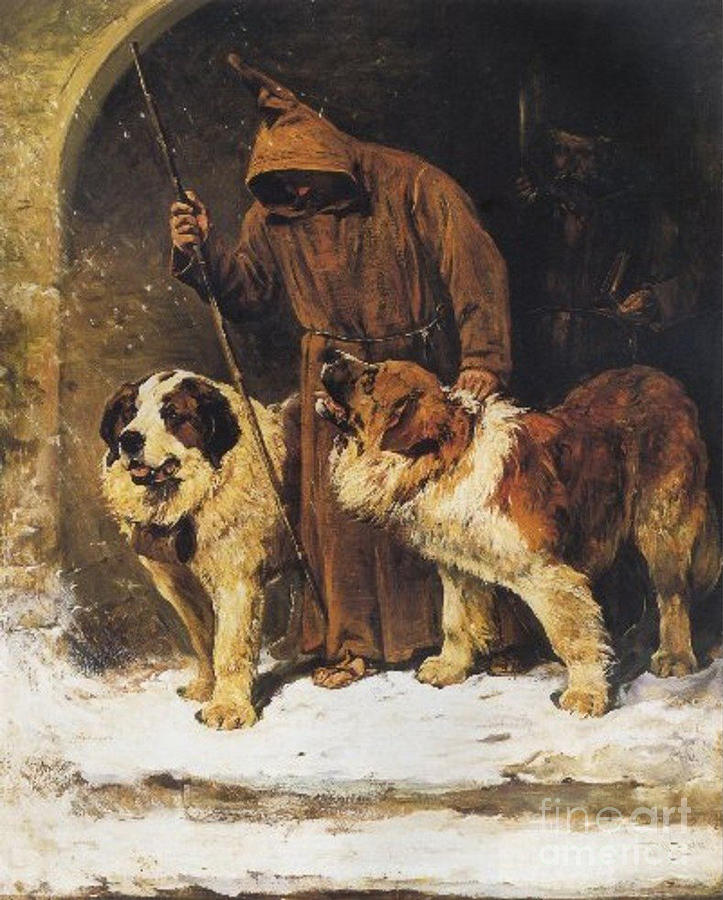
Gemälde von John Emms, das zwei Bernhardiner darstellt

John Emms (* 21. April 1843 in Blofield, England; † 1. November 1912 in Lyndhurst, England) war ein englischer Maler des Realismus.

## Leben
Emms wurde in der Grafschaft Norfolk geboren und wuchs in einer Künstlerfamilie auf. Er entwickelte sich zu einem begeisterten Jäger und wurde berühmt für seine Gemälde von Pferden und Hunden, insbesondere von Foxhounds und Foxterriern. Seit 1866 stellte er mehrere Male bei der Royal Academy aus. Seine Gemälde sind mit „Jno Emms“ signiert.
Sein Interesse für Kunst zog ihn nach London, wo er Frederic Leighton in dessen Atelier assistierte. 1872 kehrte er nach Lyndhurst zurück.
1880 heiratete er die 15 Jahre jüngere Fanny Primmer aus Lyndhurst. Das Paar hatte drei Töchter und einen Sohn. Nach der Hochzeit lebten sie zeitweise in London, kehrten jedoch 1881 nach Lyndhurst zurück und bauten ein großes Haus und Atelier namens The Firs. Dort verbrachte Emms den Rest seines Lebens.
Sein Gemälde von „Callum“ (1895), einem Dandie Dinmont Terrier, hängt in der Scottish National Gallery.
Emms wird als ein Maler mit großem Talent angesehen. Gemäß dem American Kennel Club wird sein Gemälde The New Forest Foxhounds auf 800.000 bis 1,2 Millionen Dollar geschätzt.